# Hegémone

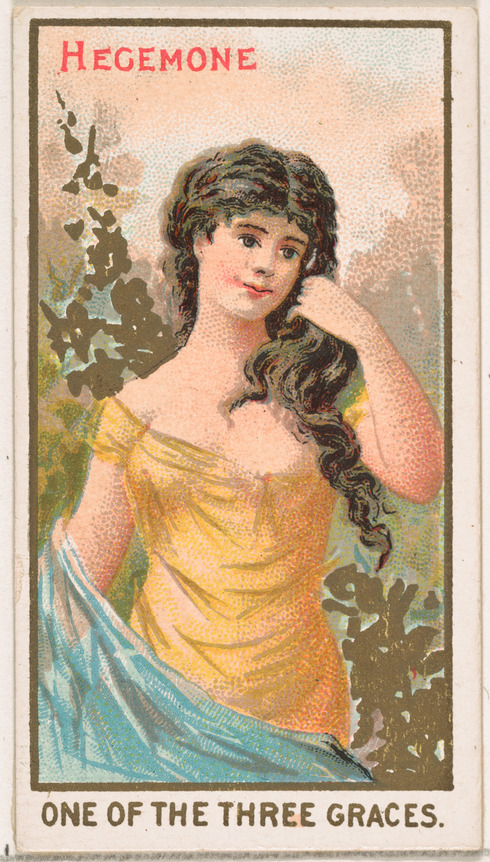
Hegémone, Una de las tres Gracias, de la serie Goddesses of the Greeks and Romans (N188) publicada por Wm. S. Kimball & Co.

En la mitología griega, Hegémone (griego antiguo: Ἡγεμόνη significa "maestría"  derivado del hegemón "líder, gobernante, reina") era una diosa griega de las plantas, específicamente haciéndolas florecer y dar frutos. 
«Estos nombres son apropiados para las Cárites, como los que tienen los atenienses. En efecto, entre los atenienses honran desde antiguo a las Cárites Auxo y Hegémone, pues el nombre de Carpo no es de una Cárite, sino de una Hora. A la otra Hora los atenienses le tributan honores juntamente con Pándroso, y a la diosa la llaman Talo».